# ¡Vivan los niños!
¡Vivan los niños! (no Brasil: Viva às Crianças! - Carrossel 2) é uma telenovela mexicana produzida por Nicandro Díaz González para a Televisa e exibida pelo Canal de las Estrellas entre 15 de julho de 2002 e 14 de março de 2003, substituindo Cómplices al rescate e sendo substituída por De pocas, pocas pulgas. 
É um remake das telenovelas Carrusel e Carrusel de las Américas, produzidas em 1989 e 1992, respectivamente.
A trama foi protagonizada por Andrea Legarreta e Eduardo Capetillo e antagonizada por Alejandra Procuna. Destacam-se as atuações infantis de Daniela Aedo, Óscar Alberto López, Natalia Juárez, Christian Stanley, Andrés Márquez, Juan de Dios Martín.

## Enredo
As aventuras de um grupo de crianças da segunda série do ensino fundamental, na escola Pátria Unida. A novela mostra a relação de extrema confiança, solidariedade e amizade que se desenvolve durante o ano escolar entre as crianças e sua professora.
No colégio, além das crianças, encontram-se os principais personagens da trama. A professora Lupita afilhada de Joaquim o porteiro da escola, Alaíde a rígida diretora, e Inácio um homem rico e generoso que apoia a instituição e tem um carinho especial por Lupita. Há também a professora de música "Segismunda Verruguinha", que sempre é vítima das travessuras dos alunos. Na história aparece Alonso Galhardo, um rico fazendeiro, que não se recuperou da dor da morte de sua mulher. Porém, quando conhece Lupita sente que pode voltar a amar. Outro personagem importante é Emiliano Leal, o novo professor de música, que com sua alegria e entusiasmo cativa os corações dos alunos e das professoras, especialmente o de Lupita.
Embora o começo de "Vivan los Niños" seja quase a mesma história de Carrossel de 1989, nos capítulos seguintes foram adicionadas tramas inéditas que não estavam na versão de 89. Essas histórias novas eram mais fantasiosas, como por exemplo uma onde um cientista meio "desequilibrado" inventa uma máquina de encolher pessoas, e começa a capturar as crianças para cria-las em uma caixa, onde ele construiu uma cidade em miniatura. Durante os capítulos posteriores, ocorre mais uma trama fantasiosa onde um menino alienígena se torna amigo das crianças da escola. Em outra história inédita na outra versão, o pai do menino pobre Guilherme ou "Memê" perde a guarda do filho para a sua sogra, a avó materna do menino, uma mulher rica chamada Porfia. Na trama a avó não deixava que o neto visse o pai, e ele então se disfarça de uma velha empregada chamada Guilhermina e começa a trabalhar na casa da avó do menino, sem que ninguém desconfiasse do disfarce. Damião descobre que tem leucemia.

## Personagens

#### Guadalupe "Lupita" Gómez Díaz
Uma jovem professora recém formada que vai trabalhar na escola Pátria Unida, onde foi recomendada pelo seu padrinho Don Joaquim, porteiro da escola ha 20 anos. É responsável pelos alunos da segunda série do ensino fundamental, que segundo a diretora são os alunos mais travessos da escola. Lupita no decorrer da trama se apaixona por Emiliano Leal, o novo professor de música da escola.

#### Diretora Alaíde Caradura
A diretora da escola, cujo objetivo de sua vida é fazer valer o respeito, a disciplina e o rigor entre os alunos.

#### Segismunda Verruguinha
A professora de música da escola, que sempre é vítima das travessuras dos alunos. No meio da trama ela deixa a escola, mas depois volta como professora de educação física.

#### Emiliano Leal
O novo professor de música da escola, que com sua alegria e entusiasmo cativa os corações dos alunos e das professoras.

#### Carolina
É a professora substituta, que fica no lugar de Lupita quando ela faz uma viagem para o interior. Mas as crianças sentem falta de Lupita, e aprontam várias travessuras com ela, mas depois acabam gostando dela.

#### Joaquim
O porteiro da escola ha 20 anos, ele também é padrinho de Lupita.

#### Francisca
É a faxineira e cuida da limpeza da escola. Simpática, diverte as crianças, e é muito amiga de Joaquim. Mas vive resmungando com a diretora.

#### Inácio
Benfeitor da escola. É um rico empresário que não esquece de sua origem humilde. Vive preocupado com as crianças e tem um carinho especial por Lupita.

#### Felipe Gómez
É o pai de Lupita, mora no interior. Quando perdeu a mulher, tornou-se alcoólatra. Sente muito orgulho da filha e vive pedindo dinheiro a ela para se sustentar.

#### Lucas Batalha
É o mais gordinho e mais velho da sala, e está repetindo o ano por falta de interesse. É fanático por futebol.Aos poucos ele começa a aprender e no final ja demonstra ser inteligente

#### Marisol Luna
É uma menina brincalhona, que apronta muitas travessuras, e é a namorada de Diogo.Embora seja meio travessa tem um grande coração

#### Diogo Jr.
É o namorado de Marisol. É o mais sensível e o mais novo, mas todos gostam dele

#### Simoninha Molina
A menina mais estudiosa da sala, só gosta de crianças de sua mesma classe social e despreza seus colegas, principalmente Ângelo.No final fica amiga dele

#### Ângelo
Um menino doce e ingénuo que é apaixonado por Simoninha, mas sempre é desprezado por ela porque é negro. É Religioso

#### Yuki Wong Ton
Ele veio da China, e é um dos mais travessos da sala, e vive incomodando a todos junto com seu amigo Damião. Muito Saidinho

#### Damião Bravo
É o mais bagunceiro da sala, que vive fazendo travessuras junto com Yuki. Sempre incomoda seus colegas, especialmente sua irmã Brisa.

#### Brisa Bravo
É a irmã de Damião que sempre é incomodada por ele.Apesar de demonstrar que odeia o irmão,no fundo gosta dele

#### Poliana
É a gordinha do grupo, simpática e sentimental.É amiga de todos,menos do Damião e as vezes de Simoninha

#### Cindinha Castillo
É a mais triste da sala, porque sofre o drama da separação de seus pais.Se da bem com todos

#### Guilherme (Memê)
É o mais pobre da sala, quando entrou para o grupo ele era mais agressivo e revoltado por causa de sua madrasta que sempre o tratava mal, mas depois foi passando a se entender melhor com seus colegas. Vive com o seu pai e a sua madrasta, e tem um cachorro chamado Pitirilo. E tem uma avô materna rica chamada Porfíria, que queria levá-lo para morar junto dela.

#### Santiago
É o mais inteligente da sala e aparentemente é o líder

#### Estrella
É uma menina sensível que vive em uma cadeira de rodas.

#### Wendy Anderson
Ela veio dos Estados Unidos, e tem um sotaque americano.Mas fala muito bem a linguá do seus amigos

#### Rodrigo
É o mais rico da sala junto com Simoninha, e se identifica com ela, e também vive desprezando seus colegas, (vilão,é bonito,presunçoso e arrogante).

#### Fernando Molina
É o pai da Simoninha, é um médico famoso. Vive tentando ensinar sua filha a ser mais humilde. Está sempre disposto a ajudar os outros.

#### Paula Molina
É a mãe de Simoninha. Adora a filha. Diferente da filha é uma mulher carinhosa, de bons princípios que não apoia as atitudes da filha. Sempre dedica seu tempo à garota e ao marido.

#### João Sánchez
É o pai de Memê. É pobre e não consegue se dedicar à família. Ficou viúvo e se casou com Micaela.

#### Micaela
Madrasta de Memê. É má com Memê e não tem paciência. Ama apenas sua filha.

#### Benedito Batalha
É o pai de Lucas. Trabalha como mecânico e se preocupa com o desempenho do filho na escola. Igual ao seu filho Lucas, também é fanático por futebol. Apesar de seu jeito bruto é um bom homem.

#### Célia Batalha
É a mãe de Lucas, é muito sincera e simpática. Também é uma excelente cozinheira.

#### Estela
É a mãe de Cidinha. Sofre muito com a separação do marido.

#### Julián Castillo
É o pai de Cindinha. É separado da esposa.

#### Jose
É o pai de Ângelo. Trabalha de carpinteiro. Preocupa-se muito com a família.

#### Cruz Penha
É a mãe de Ângelo. É muito alegre e simpática.

#### Sofia
É a mãe de Marisol. Adora a filha, e se dá muito bem com ela.

#### Geraldo
É o pai de Marisol. É engenheiro civil.

#### Diogo
É o pai de Diogo. É um advogado famoso. É muito preocupado com a família.

#### Liliana
É a mãe de Diogo. Tem uma excelente relação com o filho.

#### Gogó Rionda
É a mãe de Poliana. É muito alegra e simpática.

#### Artur
É o pai de Damião e Brisa. Dedica-se muito ao trabalho e pouco à família.

#### Afonso Galhardo
É um rico fazendeiro. Sofreu muito ao descobrir que sua primeira esposa morreu. Então ele resolveu recomeçar sua vida e criou consigo sua filha, Miranda. Quando conhece Lupita sente que pode voltar a amar.

#### Miranda
É a filha de Afonso. Sente muito ciúme do pai e faz grosserias com qualquer mulher que se aproxime dele.

## Elenco
- Andrea Legarreta - Guadalupe "Lupita" Gómez Díaz
- Eduardo Capetillo - Emiliano Leal
- Raquel Olmedo - Directora Alaricia Caradura
- Miguel de León - Alonso Gallardo
- Joaquín Cordero - Joaquín Castillo
- Ignacio López Tarso - Ignacio Robles
- Daniela Aedo - Marisol Luna
- Manuel Saval - Fernando Molina
- Renata Flores - Segismunda Verrugita / Rosamunda Cocoshka
- Rebeca Mankita - Paola de Molina
- Isabel Martínez "La Tarabilla" - Francisca "Pancha"
- Raúl Padilla "Chóforo" - Felipe Gómez
- Miguel Galván - Primitivo Batalla
- Adriana Acosta - Graciela "Chela" de Batalla
- Alejandro Ruiz - Julián Castillo
- Zaide Silvia Gutiérrez - Estela de Castillo
- Nicky Mondellini - Sofía de Luna
- Eduardo Rodríguez - Gerardo Luna
- Natalia Juárez - Simoneta Molina
- Valentina Cuenca - Citlali Castillo
- Christian Stanley - Ángel Bueno Piña
- Andrés Márquez - Lucas Batalla
- Ana Paulina Cáceres - Polita Valle De la Rionda
- Nicole Durazo - Brisa Bravo
- Juan de Dios Martín - Damián Bravo
- Kevin Hung - Yuyi Wong
- Óscar Alberto López - Diego Loyola Iturralde
- Brayam Alejandro - Guillermo "Memo" Sánchez Palacios
- Valeria López - Wendy Anderson
- Raúl Sebastián - Santiago Valderrama
- Ángel Mar - Rodrigo Ricardi
- Enrike Sánchez - Oscar
- Carlos Colin - Tito
- Paola Lopez - Carlita
- Eduardo Antonio - José Bueno
- Aída Hernández - Cruz Piña de Bueno
- Jorge Capín - Arturo Bravo
- María Morena - Pilar de Bravo
- Rafael Banquells Jr - Othon Valle
- Gisella Aboumrad - Gogó De la Rionda de Valle
- Marco Uriel - Diego Loyola
- Susana Lozano - Liliana Iturralde de Loyola
- Luis Xavier - Rubén Valderrama
- Carmen Rodríguez - Ana Laura de Valderrama
- Juan Ignacio Aranda - Ricardo Ricardi
- Susan Vohn - Greta de Ricardi
- Jaime Garza - Juan Sánchez / Joanina Dulcinea
- Esther Rinaldi - Micaela Palacios de Sánchez
- Danna Paola - Estrella Herrera
- Yolanda Ventura - Dolores Herrera
- David Ostrosky - Dr. Bernardo Arias
- Martha Ofelia Galindo - Gorgonia
- Manuel "El Loco" Valdés - Polidoro
- Yuri - Regina Noriega
- Héctor Sáez - Doctor Elpidio
- Dacia González - Perpetua
- Jorge de Silva - Horacio
- Karla Álvarez - Jacinta Durán
- Roberto Palazuelos - Pantaleón Rendón
- Andrea Lagunes - Miranda Gallardo Noriega
- Anadela Lozano - Carolina Muñiz
- Anastasia Acosta - Dalia
- Vielka Valenzuela - Valeria
- Jacqueline Arroyo - Thelma
- Vilma Traca -Doña Licha
- Aurora Molina - Eduviges
- Norma Lazareno - Adelina
- Alejandra Procuna - Diamantina Robles
- Elizabeth Dupeyrón - Fabiola Vda de Robles
- Silvia Caos - Doña Porfiria Palacios
- Julio Vega - Garrido
- Guillermo Rivas - Eladio
- Violeta Isfel - Florencia Paz Ferrer
- Beatriz Sheridan - Inspectora Severina Estudillo
- Juan Verduzco - Juez Tirado
- Claudio Báez - Evaristo Leal
- Aarón Hernán - Notario Sotomayor
- Lupita Lara - Cayetana Rubio
- Lisette Morelos - Adriana Espinoza
- Raúl Magaña - Fabián Espinoza
- Alejandro Ibarra - Octavio
- Rosita Pelayo - Artemisa
- Martina Refugio Gutiérrez - Margarita
- Martin Lazareno - Rubén
- Zully Keith - Nina
- Ricardo Chávez - Uriel
- Shamila - Torcuata Trueno
- Roberto "Puck" Miranda - Patotas
- Ángeles Balvanera - Petra
- Adalberto Martínez "Resortes" - Vagabundo
- Rafael Bazan - Chato
- Julio Monterde - Padre Domingo
- Jacqueline Voltaire - Directora del Ballet
- Jorge "Maromero" Páez - Él mismo
- Xorge Noble - Representante de Jorge "Maromero" Páez
- Arturo García Tenorio - Butcher
- Roberto Tello - Pretendiente de Segismunda Verrugita
- Lorena Velázquez - Donatella
- Carlos Eduardo Rico - Animador del Concurso de Música
- Rafael del Villar - Esposo de Dolores Herrera
- Lalo "El Mimo" - Mustafa
- Jose Luis Cordero "Pocholo" - Dueño del bar El Gato Loco
- Mario Carballido - Bruno
- Humberto Elizondo - Juez Mazagatos
- Andrea Botas - Maripaz Mazagatos
- Ramón Menéndez - Señor Viudo
- María Luisa Alcalá - Ama de Llaves del Señor Viudo
- Janet Ruiz - Anastasia Luna
- Estela Barona - Griselda Luna
- Juan Carlos Serrán - Pietro Mortadello
- María Rubio - Sra. Arredondo
- Pompin III - Sr Nicolas Garza
- Andres Torres - Ax
- Miguel Priego - Científico
- Julio Camejo - Científico
- Rene Casados - Sr. Cuéllar
- Francisco Avendaño - Gerente del Hotel
- Arturo Vázquez - Igor Karambasoft
- Jorge Van Rankin - Zopenko Karambasoft
- Rubén Cerda - Juez Malvino Buen Rostro
- Jorge Brenan - Rik
- Antonio Brenan - Rok
- Jacqueline Bracamontes - El Hada de los Tesoros
- Claudia Ortega - Brigida
- Juan Carlos Casasola - Secundino
- Javier Ruán - Lic Tejeda
- Juan Ferrara - Mauricio Borbolla
- Marcela Paez - Constanza de Borbolla
- Melissa Perea - Gaby Borbolla
- Katie Barberi - Dorina
- Juan Peláez - Lic. Arredondo
- Verónica Macías - Secretaria del Lic. Arredondo

## Exibição no Brasil
No Brasil foi exibida pelo SBT entre 27 de janeiro a 28 de outubro de 2003, em 187 capítulos, substituindo Cumplices de um resgate e sendo substituída por Poucas, poucas pulgas.

## Prêmios e Indicações

### Prêmios TVyNovelas 2003
| Categoria            | Nomeado(a)          | Resultado |
| -------------------- | ------------------- | --------- |
| Melhor primeiro ator | Ignacio López Tarso | Ganhador  |

## Personagens equivalentes nas outras versões
| Carrossel (México) 1989              | Vivan Los Niños 2002              | Carrossel (Brasil) 2012      |
| ------------------------------------ | --------------------------------- | ---------------------------- |
| Professora Ximena (Helena) Fernandez | Professora Lupita Gomez           | Helena Fernandes             |
| Professora Susana Bustamante         | Professora Carolina               | Professora Suzana Bustamante |
| Professora Matilde                   | Professora Segismunda Verruguinha | Mesmo nome                   |
| Professora Glória                    | Professora Dolores                | Mesmo Nome                   |
| Professor Renêt Marciano             | Professor Emiliano Leal           | Professor René Magalhães     |
| Diretora Oliva Orraca                | Diretora Alaíde Caradura          | Diretora Olívia Veider       |
| Firmino Hernandes                    | Joaquim                           | Firmino Gonçalves            |
| Sr. Morales                          | Sr. Inácio Robles                 | Marcos Morales (Sr.Morales)  |
| Dorotéia                             | Chica                             | Graça                        |
| Maria Joaquina Villaseñor            | Simoninha Molina                  | Maria Joaquina Medsen        |
| Cirilo Rivera                        | Ângelo Bueno                      | Mesmo nome                   |
| Jaime Palillo                        | Lucas Batalla                     | Mesmo nome                   |
| Valéria Ferrer                       | Marisol Luna                      | Valéria Ferreira             |
| Davi Rabinovich                      | Diogo Loyola                      | Mesmo nome                   |
| Bibi Smith                           | Wendy Anderson                    | Mesmo nome                   |
| Daniel Zapata                        | Santiago Valderrama               | Mesmo nome                   |
| Carmem Carrillo                      | Cidinha Castillo                  | Mesmo nome                   |
| Mário Ayala                          | Guilherme (Memê) Sanchez          | Mesmo nome                   |
| Paulo Guerra                         | Damião Bravo                      | Mesmo nome                   |
| Marcelina Guerra                     | Brisa Bravo                       | Mesmo nome                   |
| Alícia Guzman                        | Não possui                        | Alícia Gusman                |
| Adriano Roman                        | Adriana                           | Adriano Ramos                |
| Margarida Garza                      | Não possui                        | Margarida Garcia             |
| Jorge Del Salto                      | Rodrigo Ricardi                   | Jorge Cavalieri              |
| Laura Quiñones                       | Poliana Valle De La Rionda        | Laura Gianolli               |
| Kokimoto Mishima                     | Yuyi Wong Ton                     | Kokimoto Mishima             |
| Irene                                | Estrela                           | Tom                          |